# Ian Lariba

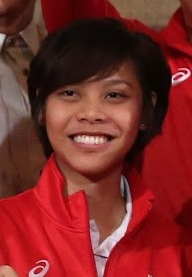
Ian Lariba, 2016

Ian Lariba (* 13. Oktober 1994 in Cagayan de Oro; † 2. September 2018 in Taguig) war eine philippinische Tischtennisspielerin. Sie nahm an der Weltmeisterschaft 2014 und an den Olympischen Sommerspielen 2016 teil.

## Werdegang
Mit 9 Jahren begann die Linkshänderin Ian Lariba mit dem Tischtennissport. Später begann sie ein Studium an der Universität De La Salle (Manila).
Ian Lariba qualifizierte sich für die Teilnahme an den Olympischen Sommerspielen 2016 in Rio de Janeiro. Zu diesem Zeitpunkt belegte sie Platz 325 in der ITTF-Weltrangliste. Vorher hatte noch kein Tischtennisspieler und keine Tischtennisspielerin aus den Philippinen an Olympischen Spielen teilgenommen. Hier trug sie während der Eröffnungszeremonie die Fahne ihres Landes. Im Einzel schied sie bereits in der ersten Runde gegen Han Xing aus der Republik Kongo aus.
Im Mai 2017, wenige Monate nach den Olympischen Spielen, wurde bei ihr die Blutkrebs-Krankheit Leukämie diagnostiziert. Dieser Krankheit erlag sie im September 2018.